# チズガメ属
チズガメ属（チズガメぞく、Graptemys）は、カメ目ヌマガメ科に含まれる属。

## 分布
アメリカ合衆国東部、カナダ南東部

## 形態
最大種はバーバーチズガメで最大甲長33センチメートル。甲長の性的二型が顕著で例としてバーバーチズガメはメス甲長17-33センチメートルなのに対し、オスは甲長9-13センチメートル。甲板の表面は滑らかで、成長輪はあまり発達しない。属名Graptemysは「浮き彫りされたカメ、彫刻されたカメ」の意で、背甲や四肢に入る筋模様に由来する。ヒラチズガメの種小名geographicaおよび英語圏で本属の構成種を指す総称map turtle、和名は背甲の甲板に入る模様が、地図の等高線のように見えることに由来する。
後述するようにヒラチズガメを除くと属内でもあまり大型化しない種と、頭部が大型化する種に分けられる。上顎の先端は凹まず、その両脇が牙状に突出しない。頸部は短く、頭部と頸部の長さは腹甲の直線距離よりも短い。頭部や頸部に筋模様が入る。

## 分類
形態やミトコンドリアDNAの塩基配列の分子系統学的解析から、キスイガメ属と単系統群を形成すると推定されている。本属とキスイガメ属の2属からなる単系統群は、アカミミガメ属の一部から分化し単系統群を形成すると推定されている。
ヒラチズガメが約8,000,000-6,000,000年前と最も初期に分化した種と考えられている。またミトコンドリアDNAの塩基配列の分子系統学的解析から頭部が小型なキマダラチズガメ、クロコブチズガメ、ケイグルチズガメ、テキサスチズガメ、ニセチズガメ、フトマユチズガメ、ミシシッピチズガメ、ワモンチズガメの8種と、大型化するアラバマチズガメ、アーンストチズガメ、ギボンズチズガメ、バーバーチズガメの4種はそれぞれ単系統群を形成すると推定されている。これらの2つの単系統群は約3,000,000-2,500,000年前に分岐したと考えられ、それぞれの単系統群で数十万から数万年前にかけて急激に種分化したと考えられている。
- Graptemys barbouri　バーバーチズガメ　Barbour's map turtle
- Graptemys caglei　ケイグルチズガメ　Cagle's map turtle
- Graptemys ernsti　アーンストチズガメ　Escambia map turtle
- Graptemys flavimaculata　キマダラチズガメ　Yellow-blotched sawback turtle
- Graptemys geographica　ヒラチズガメ　Common map turtle
- Graptemys gibbonsi　ギボンズチズガメ　Pascagoula map turtle
- Graptemys kohnii　ミシシッピチズガメ　Mississippi map turtle
- Graptemys nigrinoda　クロコブチズガメ　Black-knobbed map turtle
- Graptemys oculifera　ワモンチズガメ　Ringed sawback turtle
- Graptemys ouachitensis　フトマユチズガメ　Ouachita map turtle
- Graptemys pseudogeographica　ニセチズガメ　False map turtle
- Graptemys pulchra　アラバマチズガメ　Alabama map turtle
- Graptemys versa　テキサスチズガメ　Texas map turtle

## 生態
主に河川の上流域から中流域にかけての流水域に生息する。昼行性。水棲傾向が強いが、水辺にある岩や倒木の上などに登り日光浴を行うことも好む。
食性は雑食。大型個体（メスの成体）は貝類、小型個体（幼体やオスの成体）は昆虫を食べる傾向がある。
繁殖形態は卵生。

## 人間との関係
生息地では食用とされる種もいる。
開発による生息地の破壊、水質汚染、食用やペット用の乱獲、娯楽としての殺傷などにより生息数が減少している種もいる。2006年にアメリカ合衆国の個体群が属単位でワシントン条約附属書IIIに掲載された。
ペットとして飼育されることもあり、日本にも輸入されていた。1980年代（1980年代後半以降は主にニセチズガメ、フトマユチズガメ、ミシシッピチズガメ、後にはほぼミシシッピチズガメ）には種が特定されず「グレーマップタートル」や「ハイイロチズガメ」の商品名で販売されることもあった。ニセチズガメ、フトマユチズガメ、ミシシッピチズガメは流通量が多く、野外での発見例があること、定着した場合の影響が懸念されることから要注意外来生物に指定されている。

## 画像

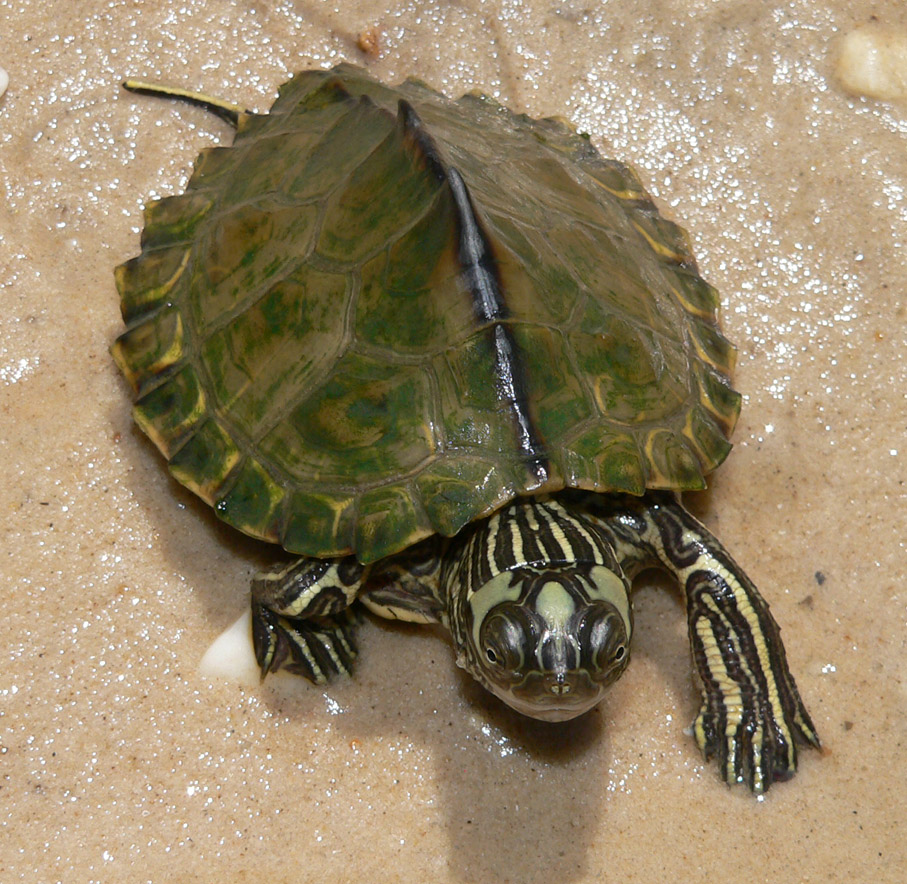
アーンストチズガメ G. ernsti
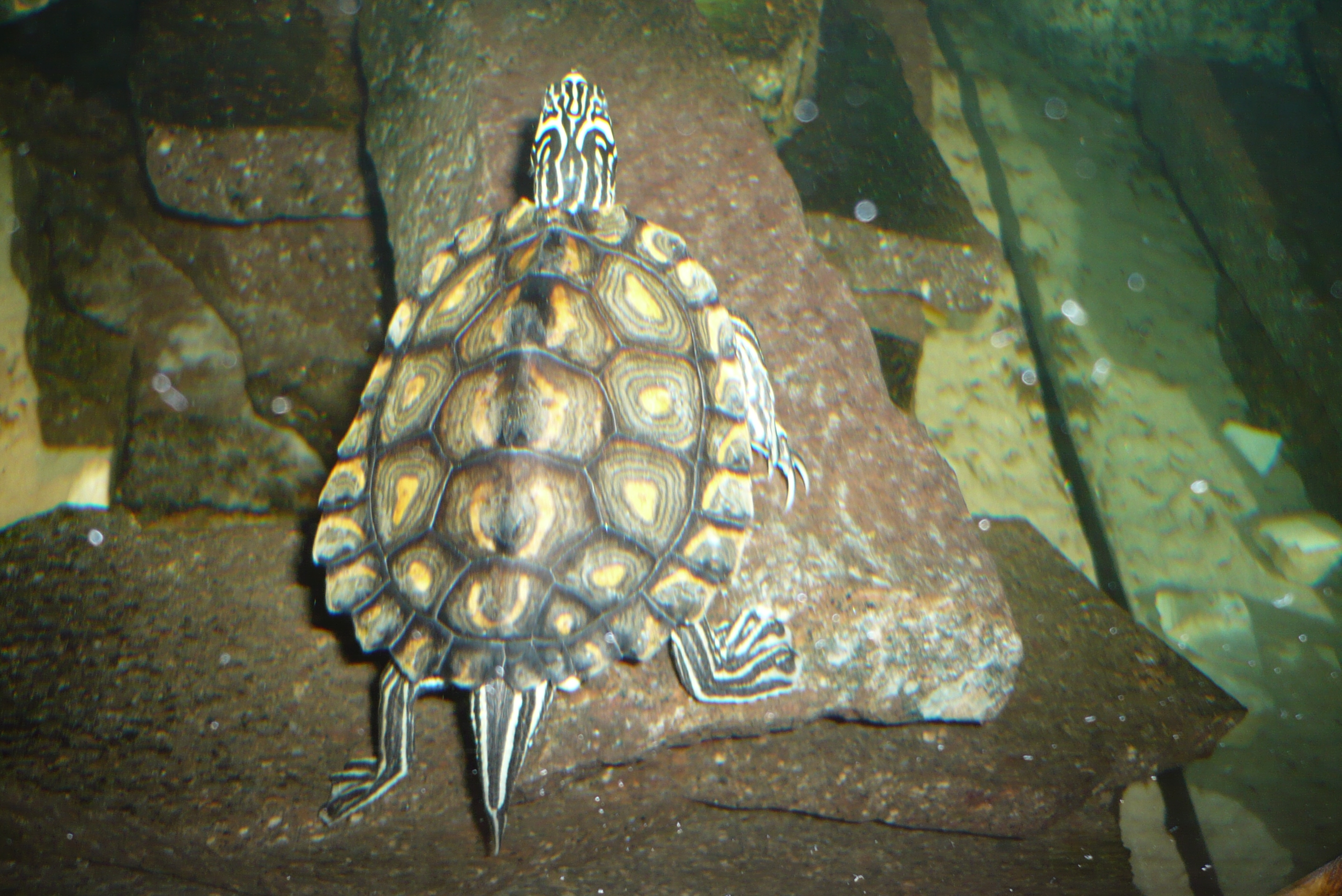
キマダラチズガメ G. flavimaculata
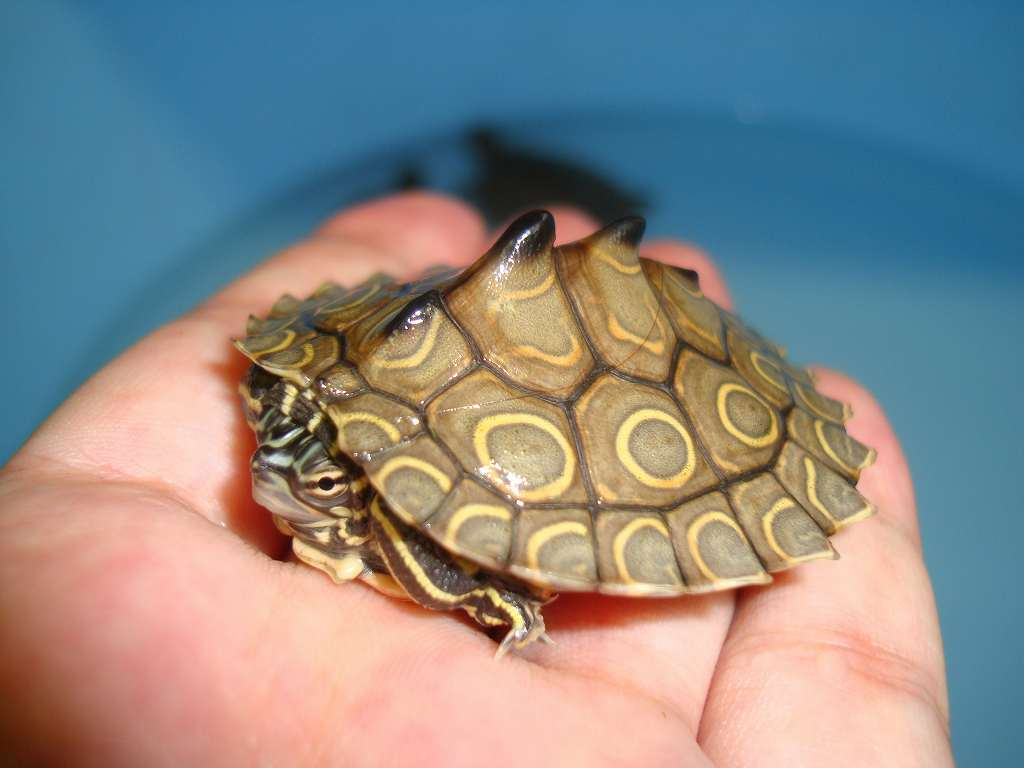
ワモンチズガメ G. oculifera